# Cyclophora omicronaria
Cyclophora omicronaria là một loài bướm đêm trong họ Geometridae.